# II koncert fortepianowy Czajkowskiego
Koncert fortepianowy G-dur op. 44  Piotra Czajkowskiego – utwór napisany w latach 1879–1880. Dedykowany Nikołajowi Rubinsteinowi.

## Historia
Czajkowski po wcześniejszym I koncercie fortepianowym pragnął napisać utwór, który spodobałby się jego przyjacielowi – pianiście i kompozytorowi Nikołajowi Rubinsteinowi. Pracę rozpoczął w październiku 1879 w czasie pobytu ze swoją siostrą w Kamiance.
Podobnie jak w przypadku I koncertu fortepianowego, Rubinstein nigdy go nie wykonał, mimo że – tak jak w poprzednim przypadku – miał być jego prawykonawcą. Tym razem przeszkodziła w tym śmierć Rubinsteina 11 marca?/23 marca 1881.
Prapremiera kompozycji odbyła się 12 listopada 1881 w Nowym Jorku. Partię solową wykonała pianistka Madeline Schiller. Towarzyszyła jej Filharmonia Nowojorska, a dyrygentem był Theodore Thomas.
Pierwsze wykonanie utworu w Rosji miało miejsce w Moskwie w maju 1882 pod dyrekcją Antona Rubinsteina (starszego brata Nikołaja). Partię solową wykonał uczeń Czajkowskiego, Siergiej Taniejew.

## Instrumentacja
Utwór przeznaczony jest do wykonywania przez orkiestrę symfoniczną oraz fortepian wykonujący partię solową.
Skład orkiestry (według kolejności zapisywania w partyturze):
- 2 flety poprzeczne
- 2 oboje
- 2 klarnety
- 2 klarnety A
- 2 fagoty
- 4 waltornie F (rogi)
- 2 trąbki D
- kotły
- skrzypce solo
- wiolonczela solo
- kwintet smyczkowy
  - 2 skrzypiec
    - I skrzypce
    - II skrzypce

  - altówki
  - wiolonczele
  - kontrabasy

## Forma

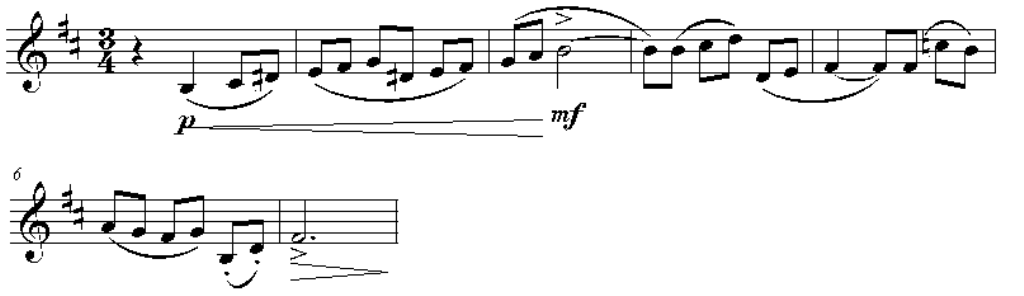
Fragment partii solowej skrzypiec z części II

Kompozycja ma budowę tradycyjnego koncertu na orkiestrę i instrument solowy tj. składa się z 3 części:
- Cz. I Allegro Brillante e molto vivace (napisana w formie allegra sonatowego)
- Cz. II Andante non troppo (ze słynnym solem fortepianu i wiolonczeli)
- Cz. III Allegro con fuoco